# Коринфія
Коринфія або Коринтія  (грец. Κορινθία) — ном в Греції, в периферії Пелопоннес. Столиця — Коринф.

## Муніципалітети
| Муніципалітет    | YPES код | Місцева влада (якщо відрізняється) | Поштовий код |
| ---------------- | -------- | ---------------------------------- | ------------ |
| Аї-Теодорі       | 3001     |                                    | 200 03       |
| Ассос-Лехаї      | 3002     | Перігіалі                          | 200 11       |
| Коринф           | 3006     |                                    | 201 00       |
| Евростіні        | 3005     | Дервені                            | 200 09       |
| Фенеос           | 3015     | Ґура                               | 200 14       |
| Лутракі-Перахора | 3007     | Лутракі                            | 203 00       |
| Немея            | 3008     |                                    | 205 00       |
| Саронікос        | 3010     | Атікія                             | 200 05       |
| Сікіона          | 3011     | Кіато                              | 202 00       |
| Солігія          | 3012     | Софіко                             | 200 04       |
| Стімфалія        | 3013     | Каліані                            | 200 16       |
| Тенея            | 3014     | Хіліомоді                          | 200 08       |
| Вело             | 3003     |                                    | 200 02       |
| Воха             | 3004     | Зевголатіо                         | 200 01       |
| Ксилокастро      | 3009     |                                    | 204 00       |

| Греція | Це незавершена стаття з географії Греції. Ви можете допомогти проєкту, виправивши або дописавши її. |